# Gate.io
Gate.ioは2013年に設立されたグローバルな暗号資産取引所およびブロックチェーンプラットフォーム。ロイター報道によると、取引高では世界TOP10にランキングしている。

## 歴史

### 2013
Gate.ioは2013年4月にLin Hanによって設立された。2017年9月から中国の規制当局によって暗号資産規制が課されたため、Gate.ioは国外に運営を移し、徐々に世界市場にサービスを提供している。

### 2019-2021
2019年10月14日にライブ配信プラットフォーム「Gate.io Live」がローンチされた。これにより、Gate.ioはユーザーとリアルタイムで交流できるようになった。ユーザーはGate.io Liveで開催されるライブイベントにコメントしたり、質問したり、参加することができるようになった。また、画面分割機能により、ユーザーはセッションを見ながら取引することもできる。
2019年にはGate SAFUファンドを立ち上げ、ユーザー資産のセーフティネットおよび保険ファンドとして機能している。
Gate.ioは、2020年にプルーフオブリザーブ(POR)を公開した。これは、プラットフォーム上の総資産を含む担保を確認する方法をユーザーに提供することを目的としたテクニカルプルーフである。これは、数学的アルゴリズムとハッキング防止アルゴリズム上に構築された金融監査の組み合わせである。
Gate.ioは、2020年7月にCoin MetricsによるTrusted Volume Testに合格した。このテストでは、ボリュームの相関性、ウェブトラフィック分析、質的特徴などが評価された。
Gate.ioは、バグ報奨金プログラムやペネトレーションテスト監査など、セキュリティの仕組みや会社の慣行を強化することで暗号資産ランク(CER)証明書を獲得するための要件を満たすため、2020年にHackenに参加した。
その後、2020年8月にGate.ioは、世界中の暗号資産取引所の残高と負債を検証するサイバーセキュリティランキングと認証プラットフォームであるCER.liveからサイバーセキュリティスコアに基づくトップポジションを獲得した。
Gate.ioのベンチャーキャピタル部門であるGate Venturesは2021年9月に設立された。Gate Venturesは、分散型インフラ、エコシステム、アプリケーションの初期投資に注力するとともに、資金調達、運営リソース、業界の専門知識を提供している。初期段階では、Gate Venturesは業界のプロジェクトを支援するために$1億相当のファンドを立ち上げた。
Gate Venturesはその後、2022年11月に、より代替的なレイヤー1とレイヤー2のプロトコルを支援するため$2億相当の別のファンドを立ち上げた。
2021年1月、Gate.ioは業界の支援、ベストプラクティス、リソースで起業家を支援することを目標に、StartupアクセラレータであるGate Labsを立ち上げた。

### 2022-2023
2022年、Gate.ioは暗号資産投資の分野で学習するためのプラットフォームであるGate Learnを立ち上げた。
2022年10月、Gate.ioと釜山市は釜山デジタル資産取引所の設立と運営を開始した。
Gate.ioはまた、2022年12月に暗号資産業界を支援することを目的としたGate SAFU Fundを通じて$1億の拠出を約束した。
Gate GroupはVisaと提携し、2023年3月に欧州経済地域の特定の国で利用可能な暗号資産カードを開始した。
2023年、Gate.ioは、デジタル資産と暗号資産に対するリアルタイムのアンチマネーロンダリング(AML)とテロ資金供与対策(CFT)のリスク管理を行うプラットフォームであるCoinfirmと提携した。
Gate.ioは2023年8月、Gate Web3とその広範な分散型エコシステム内のスマートコントラクトを監査する目的で、再びHackenと契約を結びた。このパートナーシップの強化により、Gate.ioのシステムと資産のセキュリティは、サードパーティーによるスマートコントラクトの監査と、Hackenが実施した脆弱性の検出と緩和を強化するためのレポート作成により、さらに強化された。

## 法的地位
Gate.ioは、世界的に認知された暗号資産取引所および仮想資産サービスプロバイダーであり、Gateグループ傘下の取引所の1つである。Gateグループは、特定の地理的な場所でサービスを制限し、異なる市場に合わせた幅広いサービスを提供するために、以下のライセンスと承認を獲得することに成功している。

### 欧州
欧州では、Gate Groupは様々な国でライセンス取得と登録をしている。これには、マルタで暗号資産取引所とカストディアンサービスを実施するためのクラス4仮想金融資産(VFA)ライセンス、リトアニアとイタリアでの仮想資産サービスプロバイダー(VASP)としての登録、ジブラルタルでの慈善事業の登録が含まれる。
Gate.ioは2022年9月にリトアニアで暗号資産サービスライセンスを獲得した。

### 中東
中東への進出を拡大するGateグループは、アラブ首長国連邦で暗号資産の自己取引を行うためのライセンスをドバイマルチ商品センター(DMCC)から獲得した。 さらに2022年11月、Gateグループはトルコ市場にサービスを提供し、国内の暗号資産トレーダーのニーズに応えるため、Gateトルコを立ち上げた。

### アジア
香港では、GateグループのHippo Financial Services Limitedが2022年にTrust & Company Service Provider (TCSP)ライセンスを取得した。 これにより、Gate.HKは2023年5月に正式に発足した。

## 商品
Gate.ioは中央集権型暗号資産取引所で、現物取引、信用取引、無期限先物、オプション、NFTなど、様々なデジタル資産商品やサービスを提供している。ブルームバーグによると、2023年5月現在、Gate.ioの取引所総資産は$18億8000万となっている。

### 取引
Gate.ioには、現物取引、信用取引、プッシュ支払、異なる暗号資産間の交換機能のほか、無期限先物、デリバリー先物、オプション、CBBCがある。暗号資産市場に慣れていないユーザーは、コピー取引機能を使用してベテラントレーダーの取引戦略を自動的にコピーすることもできる。

### 商品とサービス
Gate.ioは金融サービス以外にも、デジタル資産の保管、発行、取引のための分散型エコシステムであるGateChainのほか、Gate Ventures、Gate Grants、Gate Labs、Gate NFT、Wallet S2、MiniAppプラットフォーム、GameFi Centerを提供している。2019年8月、Gate.ioはGateChainメインネット上で取引トークンGateToken(GT)をローンチした。 これに関連して、2020年9月14日には、同社のブロックチェーンプロトコルであるHipoSwapのホワイトペーパーも発表された。 2021年、GateChainメインネットはイーサリアム仮想マシン(EVM)に正式に対応することを発表した。

### GateToken (GT)
パブリックチェーンGateChainのネイティブトークンであるGateToken(GT)が2019年8月にローンチされた。ネットワーク上で行われる取引のガス代の支払いに使用できる。

### Web3 エコシステム
Web3エコシステムの下、Gate.ioは現物市場DEX、トークンスワップ、ステーキング、アグリゲーターのためのマルチチェーンルーター、NFTマーケットプレイス、Gate Walletを持っている。Gate Walletは、ユーザーが異なるチェーン上の資産を管理するためのマルチチェーンアグリゲーションと非保護分散型ウォレットである。
2022年11月、Gate.ioは暗号資産ベースの支払いソリューション、Gate Payを発表した。Gate Payにより、ユーザーは暗号資産を使って安全に買い物をすることができ、暗号資産とWeb 3.0の一般への普及をさらに促進する。